# Андрушко Сергій Павлович
Андру́шко Сергі́й Па́влович (нар. 16 листопада 1963, с. Сліди Тиврівського району Вінницької області, УРСР) — український актор. Заслужений артист України. Чоловік Наталі Колтун-Андрушко — української радіожурналістки.

## Життєпис
Закінчив хореографічне відділення культурно-освітнього училища в Тульчині Вінницької області (1982), акторський факультет Київського інституту театрального мистецтва (1989, нині університету театру, кіно і телебачення).
Відтоді — актор Тернопільського академічного обласного драматичного театру. Водночас від 1993 — викладач танцю, сценічної пластики та фехтування на акторському відділенні Тернопільського музичного училища, від 2005 — викладач сценічного руху в інституті мистецтв Тернопільського національного педагогічного університету.
Із перших днів повномасштабного вторгнення став добровольцем, вступивши до 105 бригади тероборони.

## Творчість
У дитинстві займався художньою самодіяльністю, багато співав. Першу роль Альберто («Людина і Джентльмен» Едуардо де Філіппо) виконав у дипломній виставі в театральному інституті. Дебютом у Тернопільському драмтеатрі була епізодична роль двірника у виставу «Діти Арбату».

## Ролі
- Гораціо, Меркуціо («Гамлет», «Ромео і Джульєтта» Вільяма Шекспіра),
- Цар Микола ІІ («Соломія Крушельницька» Богдана Мельничука та Івана Ляховського),
- Кривоніс («Сотниківна» Богдана Мельничука за повістю Богдана Лепкого),
- Онисим («Коханий нелюб» Ярослава Стельмаха),
- Ротмістр («Дами і гусари» О. Фредро),
- Гриша («Євангеліє від Івана» А. Крима),
- Прокіп («Сватання на Гончарівці» Григорія Квітки-Основ'яненка),
- Менахем («Поминальна молитва» Григорія Горіна),
- Калитка («Сто тисяч» Івана Карпенка-Карого),
- Маркіз ді Форліпополі («Господиня заїзду» Карло Гольдоні)[1],
- Наум Лопух («Циганка Аза» Михайла Старицького)[1]
- Гардінг («Політ над гніздом зозулі» Кена Кізі)[1]
- Майкл Деделюк («Гуцулка Ксеня» Я.Барнича)
- Возний («Наталка Полтавка» І.Котляревського)
- Даммерль («Рятуйте, мене женять» Ф.Крьоца)
- Розовський («Любов без гриму» А.Мілько)
- Роні («Медовий місяць на всі сто» Р.Куні)

### У кіно
- Роман («Чотири броди»)
- Опричник («Час збирати каміння»)
- Старшина Хоменко («Один — в полі воїн»)
- Циган («Політ золотої мушки»)
- знявся у близько 20-ти українських серіалах.

## Курйози
У виставі «Гетьман Дорошенко», граючи писаря, виконував трюк із шаблею. Виставу грав у чоботях на високих каблуках, а трюк у спеціальних танцювальних чоботях. Під час танцю вибігав за куліси перевзуватися, одного разу вибіг за куліси, швиденько зняв чоботи на каблуках, а танцювальних у визначеному місці не виявилося, тож вибіг на сцену і почав стрибати через шаблю у червоних шароварах та білих шкарпетках.
Під час вистави-казочки «По щучому велінню» очі засліпило світло від прожекторів і артист упав в оркестрову яму, зламавши пальці на руці, але дограв виставу з травмованою рукою і за допомогою партнерів обіграв цей випадок, ніби так було задумано.

## Нагороди
- Неодноразовий лауреат театральних фестивалів у номінації «Краще пластичне вирішення вистави», зокрема 4-го фестивалю (2003) «Тернопільські театральні вечори. Дебют» («Не судилось» Михайла Старицького).
- 2022 — медаль «За службу Україні» від Тернопільської обласної військової адміністрації[5]
- 2025 — нагородний знак міського голови Тернополя з нагоди Міжнародного дня театру

### Медалі
- За оборону рідної держави
- За жертву крові в боях за волю України (за поранення)
- Незламним героям російсько-української війни